# Visions (filme)
Visions (Brasil: A Última Premonição ) é um filme de terror sobrenatural produzido nos Estados Unidos e lançado em 2015 sob a direção de Kevin Greutert. Isla Fisher, Anson Mount, Gillian Jacobs, Jim Parsons, Joanna Cassidy e Eva Longoria protagonizaram o filme.

## Promoção e lançamento
Em novembro de 2013, foi anunciado que a Blumhouse International cuidaria das vendas internacionais do filme. Mais tarde, foi anunciado que a Universal Pictures distribuiria o filme como parte de seu primeiro contrato com a Blumhouse. Em agosto de 2015, o primeiro trailer do filme foi lançado. O filme foi lançado internacionalmente pela primeira vez na Turquia em 28 de agosto de 2015. O filme também foi lançado nos cinemas da Singapura em 17 de setembro de 2015. O filme arrecadou 723 348 dólares na bilheteria internacional.

## Recepção
Em geral, o filme foi recebido negativamente. Visions tem uma taxa de aprovação de 19% no Rotten Tomatoes, com base em 16 críticas. Trace Thurman, do site Bloody Disgusting, deu ao filme uma nota 2 de 5, acrescentando que, apesar do filme ter uma premissa interessante, a execução é "genérica".

## Prêmios
O filme foi indicado à categoria "Equipe Local do Ano - Longa Metragem Independente" da California on Location Awards.